# Wilhelm Buggle
Wilhelm Buggle (* 13. Februar 1915 in Freiburg im Breisgau; † 19. Mai 1989 in Tuttlingen) war ein deutscher Politiker (CDU).
Er beantragte am 28. April 1937 die Aufnahme in die NSDAP und wurde zum 1. Mai desselben Jahres aufgenommen (Mitgliedsnummer 5.140.924).
Buggle saß von 1964 bis 1984 im Landtag von Baden-Württemberg. Er wurde stets direkt gewählt im Wahlkreis Tuttlingen beziehungsweise Tuttlingen-Donaueschingen. Er war von 1972 bis 1984 Vorsitzender des Petitionsausschusses und eröffnete 1980 in seiner letzten Wahlperiode als Alterspräsident den Landtag.
Buggle war Träger der Verdienstmedaille des Landes Baden-Württemberg. Von 1987 bis 1989 war er Vorsitzender der LAG Selbsthilfegruppe Baden-Württemberg.